# Sista Becky
Sista Becky, de son vrai nom Rebecca Kalonji et née dans les années 1990 à Kinshasa, est une parolière, rappeuse, auteure-compositrice et danseuse congolaise.  
Elle est également connue sous le nom de scène «Princesse Bantou». Elle se fait un nom dans le milieu du rap congolais, majoritairement masculin. Elle compose des solo ou chante en collaboration avec d'autres artistes congolais et participe à des concerts organisés contre la violence envers les personnes stigmatisées à cause du Sida. 

## Biographie
Sista Becky naît à Kinshasa dans les années 1990. Elle découvre le monde du hip-hop grâce aux influences du rap français et particulièrement grâce à un titre de Diam's.
Elle construit son identité artistique alors qu'elle est écolière grâce à des freestyles dans les années 2000. Elle apparaît pour la première fois sur scène à l'institut français de la République démocratique du Congo (Halle de la Gombe),.
Elle signe le début de sa carrière professionnelle en 2016, grâce à son premier single intitulé Mr Rap et le public la surnomme « First Lady » du rap congolais, un milieu majoritairement masculin. Il lui permet d'obtenir la récompense de la meilleure artiste féminine du hip-hop congolais aux « Rap de Kin Awards », et de participer, au festival Red One de Kinshasa,, festival de musique urbaine organisé à l'Institut Français de Kinshasa où elle se produit à plusieurs reprises. En 2017, elle chante avec lors du grand concert organisé au stade vélodrome de Kinshasa contre le SIDA et les violences contre les adolescents co-organisé par les ONG nationales Cordaid et Sanru et la banque mondiale. Pour défendre la même cause, elle chante également avec Lexxus Legal Zwa nga bien lors d'un concert populaire organisé le 2 décembre 2017, dans la commune de Bumbu.
Depuis, elle marque son activité par les singles en solo ainsi que des collaborations, des prestations et participe à différents projets collectifs tels que « All Star » Femme de valeur et « Get-Loud ». Elle fonde avec d'autres collaborateurs le studio d'enregistrement « Kinshasound »,. 
Au printemps 2020, son single il fait semblant est l'un des six titres les plus diffusés dans les clubs et discothèques d'Afrique francophone. African Vibes la classe parmi les 10 musiciens d'élite de la RDC. Elle figure dans la playlist « Du rap 100% francophone mixé par DJ Montana », du Mouv' de Radio France.
En décembre 2021, elle lance son premier album dénommé Apéritif composé de sept morceaux, dont une collaboration avec Gally Garvey et DjP2n ,.  

## Discographie

### Singles
- 2016 : Mr le Rap[1]
- 2018 : Émotions[16]
- 2018: Notorius spirit[17]
- 2020 : Fallait la distance[18]
- 2020 : Il fait semblant (feat Innoss'b)[19],[12]
- 2022 : Plus qu'un rêve[20]
- 2023 : Bang[5]

### Autres participations
En 2018, elle chante avec Larousse Marciano, Gradi Malonda et Yekima de Bel'Art dans le single Place Mukwege, hommage au prix Nobel Denis Mukwege

## Récompenses
- 2016 : Meilleure artiste féminine au Kin Awards[22]
- 2017 : Nommée dans la catégorie Meilleur Clip Urbain CEMAC & RDC au Beat Street Awards de Brazzaville[23].